# Club Sportivo Luqueño
El Club Sportivo Luqueño es un club de fútbol de Paraguay, ubicada en la ciudad de Luque. Fue fundado el 1 de mayo de 1921 a partir de la fusión de los clubes Marte Atlético, El Vencedor y General Aquino, con el objetivo de consolidar a la comunidad deportiva de Luque. Participa en la Primera División de Paraguay, donde ha obtenido 2 títulos absolutos y 6 subcampeonatos. También participa en otras disciplinas deportivas, como Baloncesto, Futsal, Futbol Playa, voleibol, entre otros. Es el único club no asunceno en haber conquistado el campeonato nacional oficial. Es considerado uno de los clubes más populares del país, siendo objeto de debate sobre su posición en el ranking de popularidad, generalmente situándose como el tercero, por delante del Club Guaraní y solo detrás del Club Olimpia y Cerro Porteño.

## Historia
En los años 1900, el fútbol comenzaba a practicarse en el Paraguay; en la ciudad de Asunción se disputó el primer partido de fútbol, celebrado el 23 de noviembre de 1901, disputado por equipos integrados por alumnos de la Escuela Normal de Maestros, uno de estos equipos estaba integrado por el entonces estudiante luqueño, Luis Echauri, quien más tarde fue intendente de la ciudad de Luque, siendo este el primer jugador de fútbol luqueño. 
En Luque, el 17 de septiembre de 1904 se fundaba primer el club "Marte Atlético", en 1907 se fundaba "El Vencedor" y posteriormente el "Gral. Aquino", todos acérrimos rivales, que luego gracias al arribo de Feliciano Cáceres a la ciudad Luque desde la Argentina en 1919, realiza varias gestiones de consenso entre los clubes durante meses, que más tarde con la llegada del Sacerdote Pantaleón García en marzo de 1921, logran el 1 de mayo de 1921 fusionarse los tres clubes en uno solo, y desde entonces es el corazón pujante, el alma de la ciudad "El Club Sportivo Luqueño".
El primer presidente del club fue Celestino Agüero y el capitán general fue Feliciano Cáceres.  
Al unirse estas entidades cada uno contribuyó con algo: el Marte Atlético: aportó el primer presidente, el General Aquino: todos los trofeos y medios económicos, el Vencedor: puso la primera indumentaria, con los colores Azul y Amarillo, que con el correr de los tiempos se convirtieron en los tonos emblemáticos de la ciudad de Luque.
Comenzó a participar en la segunda división el mismo año, siendo campeón ya en su tercera incursión (1924), por lo que ascendió a la Primera División 1925. Con esto, reafirmaría su estatus de primer club del interior en lograr este mérito, pues el Marte Atlético (predecesor) lo hizo en 1917.
En 1940 adopta como mascota un chanco, (cerdo o porcino), mote catalogado por hinchas rivales que intentaban desanimar a los seguidores de Luqueño que sin embargo origino todo lo contrario.
La gran época ocurrió de 1951 a 1953 de la mano del Presidente y exjugador del club el Dr. Pedro Pablo Gómez Armoa, pues alcanzó dos títulos absolutos (1951 y 1953) y un título de Honor (la última Plaqueta Millington Drake, 1953). 
En 1954 participa torneos Copa Montevideo 1954, en Uruguay con una victoria sobre Norrköping FC de Suecia, empate con SK Rapid Viena, y derrotas con Alianza de Lima, Peñarol, America FC  y Fluminense.
Poco después, sufrió su primera gran decepción, pues en 1955 debió descender. Retornaría a Primera tras solo un año de ausencia. En 1963 de nuevo descendió y nuevamente salió campeón al siguiente año, pero como perdió la promoción contra el club Libertad, siguió en Segunda División hasta su vuelta, en 1965 se convierte en el primer club de la Liga Paraguaya de futbol en tener pasa-pelotas uniformados, más tarde logra su cuarto campeonato en esa categoría en 1968.
Desde 1969 participó en primera división de forma ininterrumpida hasta 2021 (53 temporadas consecutivas), siendo en ese lapso sus logros más importantes los subcampeonatos de 1975, 1983, 2001 y 2007. Este último, tras haber conquistado el Torneo Apertura que hasta esa temporada no tenía validez de título absoluto como ocurriría desde el año siguiente y solo otorgaba una plaza para la final del campeonato anual.  
La conquista del Apertura 2007 le valió la clasificación a Copa Libertadores 2008, certamen que lo disputaría por tercera vez en su historia, luego de 1976 y 1984. São Paulo FC, Atlético Nacional y Audax Italiano serían sus rivales dentro del Grupo 7. Dos victorias y un empate tras seis juegos le permitieron cosechar siete puntos para finalizar en el tercer lugar del grupo sin poder avanzar a octavos de final, aun así, dicha producción lo posicionó como el mejor representante paraguayo de esa edición. 
En el 2021 caería a la Segunda división, al perder la promoción de manera sorpresiva ante el Sportivo Ameliano (cuarto en la clasificación de la Intermedia 2021). Ascendería nuevamente a la Primera División para el 2023 luego de quedar vicecampeón de la Intermedia 2022.

## Acta de fundación
En Luque a primero de Mayo de mil novecientos veinte y uno reunidos en el local de la Municipalidad los señores Julián González, Feliciano Cáceres y Desiderio Jara en representación del club "Vencedor", Rodney Zarate, José J. Loira y Glicerio Galeano del club "Marte Atlético", y Celestino Agüero, Ricardo Vaccaro y Casiano Duarte del club "Gral Aquino", previo cambio de sus respectivos poderes que lo acreditan como delegados de sus respectivos clubes han resuelto fusionar los clubes que representan bajo las siguientes condiciones:

1) Desaparición de los nombres de los tres clubes adoptando el de "Sportivo Luqueño".

2) Cambio completo de los uniformes por el de los colores azul y amarillo a rayas verticales con las iniciales "S.L." en el pecho.

3) Los trofeos, fondos y útiles de los clubes fusionados pasaran íntegramente en poder del nuevo club.

4) Llamar a asamblea general para la constitución de la C.D.

5) Adoptar como cancha la situada en la manzana Nº 5 de la Municipalidad de Luque.

### Equipo 1921

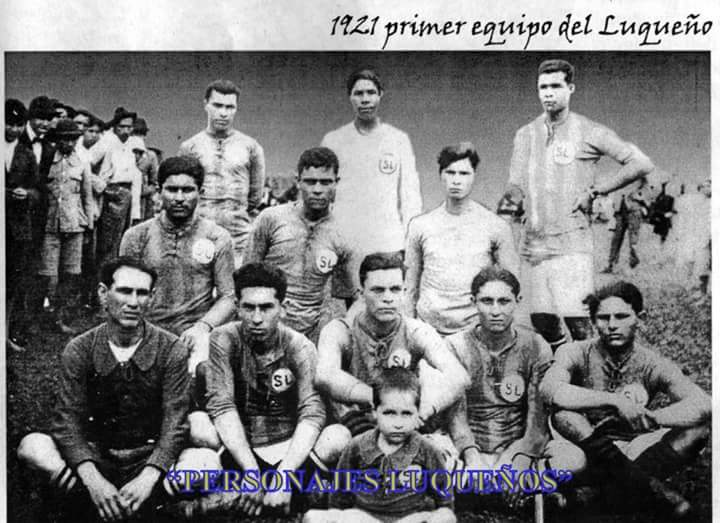
Sportivo Luqueño 1921

Con la fusión de los tres equipos, el primer plantel del Club Sportivo Luqueño de 1921, fue conformado de la siguiente manera; los Hermanos José Parodi e Ireneo Parodi, Wenceslao Insfrán Benegas, los Hermanos Diógenes y Rodolfo Domínguez, Ernesto Gill, José Chopeli González, Manuel Galeano, Aurelio González, Tito Méndez, Nicolás Ávalos, Eliodoro González, Máximo Zarate, Joselino Escobar Ayala y Sixto Núñez. 

## Símbolos

### Escudo
Desde el nacimiento del club han existido diferentes modelos y versiones del escudo, pero siempre azul y amarillo. La actual data del año 2010. En él se representa la unión de los tres clubes con tres estrellas doradas, en el centro las siglas CSL. Toda la composición se encuentra enmarcada en un borde dorado.

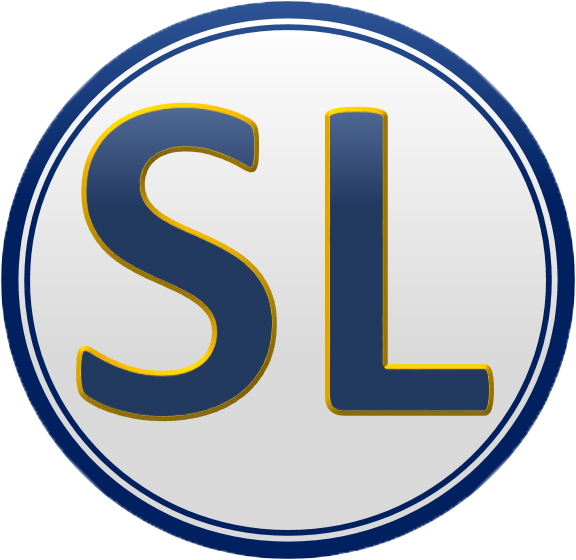
1921
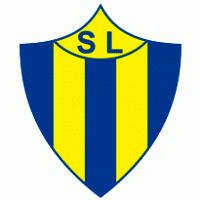
1970
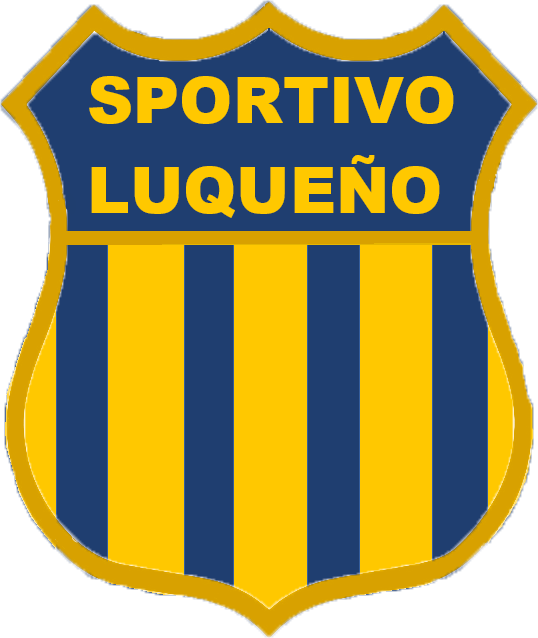
1984
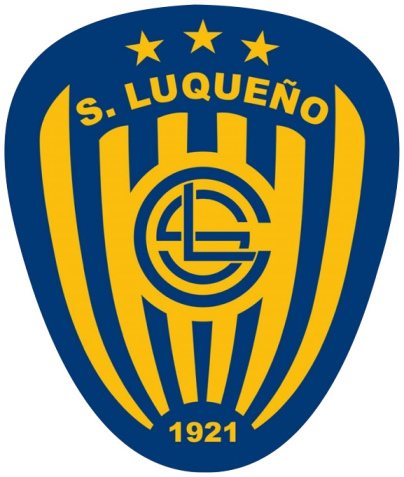
2014 - 2022
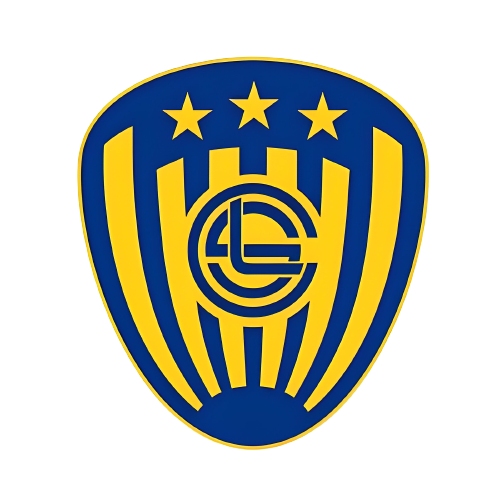
2001 - 2013 2023 - actual

### Himno del Club
El Himno oficial del Club Sportivo Luqueño fue creado días antes al aniversario del club, en 1950, en donde en un grupo de fanáticos músicos y artistas Luqueños, decidieron realizar una peña en la víspera del aniversario del club en el antiguo salón del Club Balderrama de Luque. En aquella ocasión fueron dedicadas varias músicas a la institución, en el cual resalto la canción ejecutada por la Orquesta Orrego escrita por Juan Bautista Almirón acompañado de un conjunto de músicos de la ciudad. Ocasionando así la euforia de todos los presentes, que acompañaron con palmas y cánticos cumpliendo así, con el acuerdo realizado con Pancho Pérez dirigente del Club.

### Estadio
El equipo disputa sus partidos como local en el Estadio Feliciano Cáceres, en honor al fundador y primer Capitán General del club, con capacidad para 27 000 personas. Ubicado en la misma ciudad de Luque, sobre la calle Sportivo Luqueño. Es considerado el tercer mejor estadio del país después del Gral Pablo Rojas del club Cerro Porteño y del Defensores del Chaco de la A.P.F. Cuenta con cuatro torres de iluminación situadas en las esquinas del recinto, uno de los mejores sistemas de iluminación del país.
Cada zona del estadio ofrece un homenaje a personas célebres del club:
- Gradería Norte: donde se ubica el grueso de la barra brava Chancholigan's, lleva el nombre de "Campeones de 1951 y 1953", en honor a los títulos por parte de los hombres liderados por el legendario DT italiano Vessillo Bartoli. Dato curioso sobre este DT: fue el único sobreviviente de la caída del avión en el que se trasladaba durante un viaje en Brasil.
- Gradería Sur: donde se ubican los hinchas visitantes, recibe el nombre del "Dr. Nicolás Leoz Almirón", presidente de la Confederación Sudamericana de Fútbol, quien a pesar de no ser hincha del Sportivo Luqueño, apoyó enormemente para la construcción del nuevo estadio. El nuevo sector que une la Gradería Sur con Plateas es denominado "Campeones del Apertura 2007" en honor a quienes dieron esa alegría inmensa al pueblo luqueño luego de 54 años de sequía, liderados por el DT argentino Miguel Ángel Zahzú. Debajo de esta gradería se encuentran los vestuarios local y visitante.
- Preferencias: la mitad sur se denomina "Don Atilano Cáceres" en honor a un expresidente del club, y la mitad norte se denomina "Julio César Romero", en honor al mejor futbolista luqueño de todos los tiempos, muchos lo consideran el mejor del país. En este sector se encuentran las cabinas de prensa y el palco de honor.
- Platea: la mitad sur se denomina "Dario Cáceres" en honor a otro expresidente del club, y la mitad norte se denomina "Pa'i Garcia", en honor al Padre Espiritual de la ciudad, quien fue uno de los propulsores de la fusión de los tres clubes.

## Uniforme
"

Desde el inicio el diseño siempre fue a rayas verticales de color azul y amarillo, y en algunas ocasiones usaban la camisa o camiseta como alternativa mitad azul y la otra amarilla en los años 50. Pero siempre fue usado el diseño tradicional del club, y esta estaba constituida por rayas verticales azules y amarillas, el cual con el tiempo sería los colores representativos, que identifica a la ciudad de Luque.
Desde el inicio el diseño siempre fue a rayas verticales de color azul y amarillo, y en algunas ocasiones usaban la camisa o camiseta como alternativa mitad azul y la otra amarilla en los años 50. Pero siempre fue usado el diseño tradicional del club, y esta estaba constituida por rayas verticales azules y amarillas, el cual con el tiempo sería los colores representativos, que identifica a la ciudad de Luque.
En el inicio se utilizó como escudo las iniciales de “SL” como símbolo, inmediatamente tomo otra forma por las exigencias que requería para ser parte de los torneos Nacionales.   Luego el escudo fue modificado con las iniciales C.S.L. y tres estrellas doradas incluidos a fines de los años 1990, representan a los tres clubes que se fusionaron para la creación del club, "Marte Atlético", "El Vencedor" y "Gral. Aquino", con pantalones cortos azules y medias azules o amarillas.

### Evolución del uniforme

#### Uniforme titular
| 2011 | 2012 | 2015 | 2016 | 2017 | 2018 | 2020 | 2021 |

#### Uniforme alternativo
| 2011 | 2012 | 2015 | 2016 | 2017 | 2020 | 2021 |

#### Uniforme tercero
| 2015 | 2016 | 2017 | 2020 |

## Hinchada
Si bien ya existía una importante masa de seguidores desde sus inicios, todavía no había una buena organización entre los hinchas, pero la batucatada del 83/84 era muy importante en aquellos tiempos. Batucada que acompañó al club en la Copa Libertadores de 1984 en la Argentina.
A mediados de los años 70 aparece la primera alusión sobre la REPUBLICA DE LUQUE mencionadas con pasión por hinchas en las gradas, algunos atribuyen este hecho a un hincha de apellido Bueno, este hecho se afianzo con el correr de los años entre todos los simpatizantes de la ciudad, que motivo a finales de los 80's y comienzos de los 90's a organizarse para apoyar al club en los torneos, dando así, origen a la hinchada organizada del equipo, que al poco tiempo fue bautizada por el periodista Julio González Cabello como "Chancholigans", debido a su similitud con los "Hooligan's" ingleses.[cita requerida] Son reconocidos por su enorme fanatismo y fidelidad, ya que a pesar de sus escasos logros deportivos se ubica como una de las hinchadas más populares del país, junto a las de Olimpia y Cerro Porteño.
En un principio los Chancholigan's eran comandados por el legendario "walter el sanguinario Riquelme" y luego, por  Mariscal Acostá, quién murió trágicamente ahogado en 1991. Luego la barra queda acéfala hasta que a mediados de los '90 Ña Perla de Gavigán tomó el comando de la barra, convirtiéndose en la primera mujer en ser jefe de una barra, reorganizando la estructura y formándose la BAYO.
A mediados de la década de 2000 surgen problemas internos en la hinchada organizada, por lo que se divide en dos barras, Chancholigan's, comandada por "Joselo" Flores y BAYO, comandada por Ña Perla de Gavigán. Ambas barras tuvieron numerosos enfrentamientos entre ellas y con otras barras, especialmente con la de Cerro Porteño (Comando, La Plaza) y con la de Olimpia (La Barra de la "O"), además de fuertes enfrentamientos con la policía. Debido a disturbios por parte de la barra brava el estadio Feliciano Cáceres fue suspendido por varias fechas en 2010, 2011 y 2012.
A partir de 2008 se unificaron los nombres de la hinchada en "La hinchada que tiene aguante" comandada por Tote Cáceres, pero los problemas internos continuaron. En 2012 la BAYO se disolvió, quedando como única barra organizada Chancholigan's. Un dato curioso en este año es que la hinchada se encargó de recolectar fondos y de pintar y hermosear las instalaciones y el estadio, debido a la desidia por parte de la comisión directiva comandada por Fernando González Karjallo, que mantuvo por muchos años en total abandono las instalaciones edilicias del club.
En el Campeonato Apertura 2013 el club realizó como homenaje a la hinchada la inclusión de "Chancholigan's" en el dorso de la camiseta oficial deportiva. Primera vez en el fútbol paraguayo que se observó esto.
En la actualidad, (2016) la hinchada "Chancholigans" a cargo de Tote Cáceres, y la Primera línea vuelven con problemas internos y supuesta División a cargo de José Balboa, el cual quedó así dividido en ambas facciones, luego siguió las internas entre Chancholigans  y La Barra de Luque, en julio del año 2020, el líder de la facción de la Barra de Luque José Balboa y otros 13 líderes de barrios pierden su libertdad acusados  de Microtraficos y actualmente sin condena aun, desde ese entonces con la Barra de Luque Acéfala con decisiones de todos los líderes, toma el liderazgo el Luis Medina Martínez (Lafu) quien es conocido de ambas facciones, ya que perteneció a los 3 bandos desde el resurgimiento de la barra del sportivo luqueño en el año 1996, y quien también su liderazgo fue con la internas más sangrientas entre ambos bandos, en cada enfrentamientos dejando varios heridos de balas y lesionados en cada riñas y muy cuestionado por la prensa por su actitud de ser un líder  de extrema violencia en sus actos  , llegando así a ser procesado en el año 2021, 2022 por enfrentamientos entre ambas facciones, y en la actualidad dejó 2 muertos actualmente (2023)  siguiendo así esta internas de nunca acabar.

### Apodo
Al equipo se lo identifica con el mote de "Kuré Luque", debido a que la ciudad de Luque es famosa por los cerdos (Kuré palabra en guaraní que significa en castellano "cerdo"), hasta el propio club posee un cerdo como mascota del equipo, un “KURÉ LUQUE” (Chancho Luqueño) debido a un antiguo hecho anecdótico: 
Los cerdos eran transportados desde distintas ciudades con rumbo a Luque en vagones especiales del ferrocarril en donde eran procesados en las fábricas de embutidos, tales como Kieninger, Scholz y otros, en los años 1940, sin embargo, durante los fines de semana, los vagones no eran utilizados y quedaban estacionados en la estación del ferrocarril de Luque, cuando el equipo auriazul jugaba sus partidos de visitante en la ciudad de Asunción, los hinchas eran transportados rumbo a la capital en ferrocarril, debido a la gran popularidad del equipo, el ferrocarril era totalmente copado por los hinchas auriazules, quienes a falta de medios suficientes de transporte, no encontraron mejor solución que enganchar los vagones especiales y viajar en los mismos, por este motivo los hinchas de equipos contrarios, al ver pasar el vagon especial con los hinchas auriazules decían “Allí vienen los Kure Luque”, mote mencionado con frecuencia por lugareños de la zona de Trinidad y Barrio Jara de Asunción.

### A Lo Luque
A lo Luque es sinónimo de hacer las cosas con Ganas, Fuerza y Garra. Esta surgió en un partido de fútbol que disputaba el Club Sportivo Luqueño y Club Libertad, al cual se encontraba perdiendo y fue allí que el capitán de equipo en un momento con gesto de fuerza y garra, toma un puñado del césped del campo de juego con el puño y dice a sus compañeros “Vamos, Vamos, Vamos los muchachos A LO LUQUE que tenemos que ganar”.  Y tras esas palabras, el equipo comenzó a atacar más atropellando que ordenado, y se pudo revertir el resultado con una victoria[cita requerida].    

## Últimos años
En el año 2007 el equipo dirigido por el director técnico Miguel Ángel Zahzú se consagró Campeón del Torneo Apertura el cual se denominó "Don Adolfo Riquelme", obteniendo nueve victorias consecutivas, consiguiendo así el récord de victorias consecutivas a nivel nacional hasta ese momento, dándole La Alegría al Pueblo Luqueño, siendo este el último logro importante conseguido por el Club..
Desde 2009 hasta 2013, el club vivió un bajón y atravesó por uno de sus peores momentos en Primera División, estando varias veces cerca del descenso. No obstante, se repuso para el 2014 llegando a sumar muchos puntos por lo que se ganó el derecho a disputar por séptima ocasión una competencia internacional, la Copa Sudamericana 2015, con lo que reafirma su condición de club no asunceno con más participaciones fuera del país. En la misma logra quedar como semifinalista siendo eliminado por el club colombiano Independiente de Santa Fe que posteriormente se consagraría campeón del certamen.[2] En 2021, año de su centenario, descendió a la división intermedia. La temporada siguiente volvería a la primera división.

## Jugadores
Categoría principal: Futbolistas del Club Sportivo Luqueño

### Plantilla actual
- Actualizado el 19 de abril de 2024

### Transferencias 2024
| Altas               | Altas          | Altas                | Altas           |
| Jugador             | Posición       | Procedencia          | Tipo            |
| ------------------- | -------------- | -------------------- | --------------- |
| Alexis Villalba     | Defensa        | Resistencia          | Préstamo        |
| Rubén Ríos          | Centrocampista | Guaraní              | Libre           |
| Iván Torres         | Centrocampista | Goiás                | Libre           |
| Sebastián Maldonado | Centrocampista | Temperley            | Fin de Préstamo |
| Nicolás Maná        | Delantero      | Sportivo Trinidense  | Libre           |
| Alex Álvarez        | Delantero      | Sportivo Trinidense  | Libre           |
| Lautaro Comas       | Delantero      | Guaireña             | Libre           |
| Marcelo Ferreira    | Delantero      | Deportivo Guastatoya | Libre           |
| Derlis Ortiz        | Delantero      | Deportivo Recoleta   | Libre           |
| Jorge Benítez       | Delantero      | Colón                | Libre           |

| Bajas            | Bajas          | Bajas                  | Bajas    |
| Jugador          | Posición       | Destino                | Tipo     |
| ---------------- | -------------- | ---------------------- | -------- |
| Arturo Fleitas   | Guardameta     | Sin equipo             | Libre    |
| Joel Jiménez     | Defensa        | Sportivo San Lorenzo   | Libre    |
| Juan Núñez       | Defensa        | Deportivo Recoleta     | Libre    |
| Eduardo Duarte   | Defensa        | Nacional               | Libre    |
| Marcelo Jiménez  | Defensa        | Sin equipo             | Libre    |
| Rodrigo Viega    | Centrocampista | Colón                  | Libre    |
| Julio Báez       | Centrocampista | River Plate            | Libre    |
| Gustavo Marecos  | Centrocampista | Guaraní                | Libre    |
| Osvaldo Martínez | Centrocampista | Sin equipo             | Libre    |
| Matías Castro    | Delantero      | Gimnasia y Esgrima (M) | Libre    |
| Paul Charpentier | Delantero      | Guaraní                | Libre    |
| Matías Medina    | Delantero      | Rubio Ñu               | Préstamo |
| Diego Fernández  | Delantero      | Olimpia                | Libre    |

## Participaciones internacionales
En el 2015 participó por primera vez en su historia en la Copa Sudamericana, en donde le tocó debutar contra el Club Aurora de Bolivia, en la altura de Cochabamba, con el cual no tuvo inconvenientes en ganar la serie. En la segunda fase se vio las caras con el excelente equipo de La Guaira de Venezuela, clasificando a los octavos de final con claridad. En octavos de final se encontró con el duro equipo de Colombia Deportes Tolima, luego de un partido agónico clasificó a los cuartos de final. En los cuartos de final se enfrentó contra el Atlético Paranaense de Brasil, luego de un partido histórico se dio la clasificación a Semifinales, en donde se enfrentó al Independiente de Santa Fe de Bogotá, Colombia, en donde quedó eliminado por el gol de visitante luego de empatar los partidos de ida y vuelta, completándose de esa manera la mejor campaña a nivel internacional del equipo.
Por 2do año consecutivo El Chanchón clasificó a la edición 2016 de la Copa Sudamericana . En la primera fase se midió con el Club Atlético Peñarol de Uruguay, y tras dos empates de ida y vuelta,  Sportivo Luqueño pasó de ronda por gol de visitante 1 a 1 en Montevideo. Luego en dieciseisavos de final se enfrentó al Deportivo Independiente de Medellín de Colombia, y tras recibir 3 goles en contra de visitante, y anotar 2 goles como local, es eliminado por diferencia de goles 3 a 2.
En el año 2017, nuevamente y por tercera vez consecutiva volvió a ser partícipe de la Copa Sudamericana, el cual cambió su formato para dar origen a la primera edición de la Copa Conmebol Sudamericana. En esa edición debutó ante uno de los clubes más tradicionales de Colombia como lo es el Deportivo Cali, el 28 de febrero se llevó a cabo el partido de ida en el Estadio Deportivo Cali, en Palmira en una noche muy intensa y entretenida, donde ambos conjuntos tuvieron varias chances de gol, el conjunto Auriazul cayo por el estrecho marcado de 1-0. La revancha tuvo lugar en el Estadio Feliciano Cáceres, el 9 de mayo los Kure Luque  derrotaron al conjunto colombiano por el marcador de 2-1. Lamentablemente, debido al gol de visitante quedó eliminado en 32.os de final.  
El séptimo puesto en la tabla acumulada del Campeonato Nacional le permitió disputar la Copa Sudamericana del año siguiente, por lo que el conjunto Azul y Oro obtuvo la clasificación al segundo torneo continental más importante del continente por cuarta vez en su historia. En la Copa Sudamericana 2018. En esa edición debutó ante el Deportivo Cuenca de Ecuador con una victoria en casa por 2 a 0. En el partido de vuelta caería en la tanda de penales luego de que el club ecuatoriano igualara el marcador global.

### Participación en Torneos Internacionales
| Torneos                          | Ediciones                                  |
| -------------------------------- | ------------------------------------------ |
| Copa Libertadores de América (3) | 1976, 1984, 2008.                          |
| Copa Conmebol (2)                | 1993, 1997.                                |
| Copa Sudamericana (7)            | 2015, 2016 , 2017, 2018, 2020, 2024, 2025. |

### Torneo Precursor del Mundial de Clubes
- Copa Montevideo (1): 1954.[5][2]

## Estadísticas en competiciones internacionales

### Por competencia
| Torneo                       | TJ | PJ | PG | PE | PP | GF | GC | DG  | Puntos |
| ---------------------------- | -- | -- | -- | -- | -- | -- | -- | --- | ------ |
| Copa Libertadores de América | 3  | 18 | 3  | 4  | 11 | 15 | 30 | -15 | 13     |
| Copa Sudamericana            | 5  | 19 | 9  | 6  | 4  | 27 | 16 | +11 | 33     |
| Copa Conmebol                | 2  | 6  | 2  | 1  | 3  | 8  | 12 | -4  | 7      |
| Total                        | 10 | 43 | 14 | 11 | 18 | 50 | 58 | -8  | 53     |

## Palmarés

### Torneos Nacionales Oficiales (3)
| Competición Nacional               | Títulos                          | Subcampeonatos         |
| ---------------------------------- | -------------------------------- | ---------------------- |
| Primera División de Paraguay (2/4) | 1951, 1953                       | 1975, 1983, 2001, 2007 |
| Segunda División de Paraguay       | 1924 (Invicto), 1956, 1964, 1968 | 2022                   |
| Plaqueta Millington Drake          | 1953                             |                        |
| Torneo República                   |                                  | 1990, 1991             |

### Torneos Nacionales Amistosos
| Competición                                       | Títulos        | Subcampeonatos |
| ------------------------------------------------- | -------------- | -------------- |
| Copa Consejo Nacional de Cultura Fisica y Deporte |                | 1942           |
| Copa Filigrana                                    | 2001 (Invicto) |                |
| Copa Artesanía                                    |                | 2014           |
| Copa San Roque Gonzalez (Enc)                     | 2023           |                |

### Torneos amistosos internacionales
| Competición                  | Títulos | Subcampeonatos |
| ---------------------------- | ------- | -------------- |
| Copa Antel de Verano Uruguay |         | 2015           |

## Jugadores destacados del Club
- Julio César Romero
- Aurelio González Benítez
- José Parodi
- Raúl "Raco" Ortíz
- Carlos Arce
- César Cáceres Cañete
- Pablo César Aguilar
- José Luis Chilavert
- Raúl Vicente Amarilla
- Juan Bautista Torales
- Silvio Parodi
- Estenio Valdés
- Raúl Riquelme

## Entrenadores
Categoría:Entrenadores del Club Sportivo Luqueño
- 1921  Feliciano Cáceres
- 1945  Gerardo Sandoval
- 1950  Vessilio Bártoli
- 1951  Vessilio Bártoli
- 1952  Vessilio Bártoli
- 1953  Vessilio Bártoli
- 1959  Fermín Moreno
- 1967  Aurelio González
- 1968  Aurelio González
- 1969  Aurelio González
- 1971  Gerardo Nuñez
- 1975  Carlos Arce
- 1976  Carlos Arce
- 1977  Carlos Arce
- 1978  Walter Chamorro
- 1981  Pedro Fernández
- 1981  Enrique "Papi" Insfran
- 1982  Carlos Arce
- 1982  Walter Chamorro
- 1983  Silvio Parodi
- 1984  Salvador Breglia
- 1985  Francisco Rivera
- 1985  Carlos Arce
- 1988  Carlos Arce
- 1989  José Parodi
- 1990  Modesto Sandoval
- 1993  Oscar Paulin
- 1995  Antonio Martínez
- 1996  Raúl Vicente Amarilla
- 1998  Carlos Arce
- 1998  Oscar Paulin
- 1999  Pedro "Peito" Rodríguez
- 1999  Raúl Vicente Amarilla
- 2000  Carlos Kiese
- 2000  Raúl Vicente Amarilla
- 2000  José Parodi
- 2001  Héctor Eduardo Corte
- 2002  Carlos Jara Saguier
- 2002  Raúl Vicente Amarilla
- 2003  Abel Rolando Moralejo
- 2003  Mario Jacquet
- 2004  Rogelio Delgado
- 2004  Daniel Navarro
- 2004  Hugo Arsenio González
- 2005  Guilherme Farinha
- 2005  Hugo Arsenio González
- 2005  Miguel Ángel Zahzú
- 2006  Daniel Lanata
- 2006  Miguel Ángel Zahzú
- 2007  Miguel Ángel Zahzú
- 2007  Carlos Kiese
- 2007  Baudelio Sanabria
- 2007  Daniel Lanata
- 2008  Daniel Lanata
- 2008  Julio Carlos Gómez
- 2009  Miguel Ángel Zahzú
- 2009  Cristóbal Maldonado
- 2009  Mario Jacquet
- 2010  Rolando Chilavert
- 2010  Víctor Genes
- 2010  Roberto Passucci
- 2010  Carlos Jara Saguier
- 2010  Francisco Martínez
- 2011  Guillermo Sanguinetti
- 2011  Raúl Vicente Amarilla
- 2011  Rolando Chilavert
- 2011  Oscar Paulin
- 2011  Daniel Raschle
- 2011  Daniel Lanata
- 2012  Félix Darío León
- 2012  Carlos Kiese
- 2012  Pablo Caballero
- 2013  Pablo Caballero
- 2013  José Cardozo
- 2013  Alicio Solalinde
- 2014  Alicio Solalinde
- 2014  Eduardo Rivera
- 2014  Daniel Navarro
- 2014  Pablo Caballero
- 2015  Pablo Caballero
- 2015  Eduardo Rivera
- 2016  Héctor Marecos
- 2016  Eduardo Rivera
- 2016  Félix Darío León
- 2016  Mario Jara
- 2017  Héctor Marecos
- 2017  Adrián Coria
- 2017  Héctor Schönhauser
- 2017  Javier Sanguinetti
- 2018  Javier Sanguinetti
- 2018  Eduardo Rivera
- 2018  Fernando Ortiz
- 2018  Gustavo Florentin
- 2018  Javier Sanguinetti
- 2018  Pedro Sarabia
- 2019  Pedro Sarabia
- 2019  Roberto Torres
- 2019  Hugo Pablo Centurión
- 2019  Celso Ayala
- 2020  Celso Ayala
- 2020  Hernán Rodrigo López
- 2020  Carlos Humberto Paredes
- 2020  Luis Fernando Escobar
- 2021  Luis Fernando Escobar
- 2021  Alfredo Berti
- 2021  Badayco Maciel
- 2021  Miguel Ángel Zahzú
- 2022  Miguel Ángel Zahzú
- 2023  Gustavo Florentín
- 2023  Julio César Cáceres
- 2024  Julio César Cáceres
- 2024  Juan Pablo Pumpido
- 2025  Juan Pablo Pumpido
- 2025  Gustavo Morínigo
- 2025  Julio César Cáceres